# Castelló de Rugat
Castelló de Rugat – gmina w Hiszpanii, w prowincji Walencja, we wspólnocie autonomicznej Walencja, o powierzchni 19,02 km². W 2011 roku liczyła 2326 mieszkańców.